# Myriochila melancholica
Myriochila melancholica é uma espécie de insetos coleópteros pertencente à família Carabidae.
A autoridade científica da espécie é Fabricius, tendo sido descrita no ano de 1798.
Trata-se de uma espécie presente no território português.